# Винтовка Бердана
Винтовка Бердана (разг. берда́нка) — общее название двух различных систем однозарядных винтовок под унитарный патрон центрального воспламенения с металлической гильзой и дымным порохом, состоявших на вооружении в Российской империи в конце XIX века.
Калибр обеих систем составлял 4,2 (точнее 4,23) русской линии, что соответствует 10,67 (10,75) мм.
В России было принято две разные системы с таким названием: Бердан № 1 (винтовка образца 1868 года) с откидным затвором и Бердан № 2 (несколько вариантов винтовки образца 1870 года) с продольно-скользящим затвором. Наибольшее распространение и известность получила вторая модель.

## История
Винтовка Бердана № 1 под патрон калибра 4,5 линии (11,43 мм) была разработана американским полковником Хайремом Берданом. Она имела откидной вверх затвор с курком прямого хода. 
Производством винтовок в США занималась компания «Кольт» на заводе в Хартфорде, штат Коннектикут (потому в Америке она известна как «Кольт-Бердан», Colt Berdan rifle). 
Применение её выявило некоторые недостатки: затвор остро реагировал на сырость, не всегда срабатывал ударник, при невнимательном обращении затвор мог неплотно закрыться.
Два русских офицера, командированные в начале 1860-х годов в Америку, Александр Павлович Горлов и Карл Иванович Гуниус, внесли в конструкцию 25 различных усовершенствований (от первоначального образца осталось немного) и переконструировали её на калибр 4,2 линии; разработали к ней патрон с цельнотянутой гильзой — в Соединённых Штатах её называли не иначе как «Russian musket». 
Винтовка была принята на вооружение русской армии в 1868 году как «стрелковая винтовка образца 1868 года» — без упоминаний её первоначального создателя и последующих рационализаторов (впоследствии в документации практически всегда употреблялось выражение «винтовка Бердана», в просторечии — просто «берданка»). С учётом её достаточно высоких, на конец 1860-х — начало 1870-х годов, баллистических качеств, ею вооружали в первую очередь стрелковые части (организационно отдельную от линейной пехоты лёгкую пехоту, в основном действовавшую в рассыпном строю огнестрельным оружием и избегавшую ближнего боя). К началу русско-турецкой войны 1877—1878 гг. было выпущено около 37 тысяч экземпляров. Каждая из них обошлась российской казне в 22 доллара 85 центов вместе со штыком и принадлежностями.
В 1870 году на вооружение русской армии взамен винтовки Крнка и иных остававшихся на вооружении образцов была принята вторая модель — «Скорострельная малокалиберная винтовка Бердана № 2», в которой Х. Бердан, приехавший в Санкт-Петербург, заменил откидной затвор на более совершенный продольно скользящий. Русские изобретатели внесли в неё ещё десятка полтора существенных изменений и разработали модификации — винтовки драгунскую (полковник В. Л. Чебышёв) и казачью, и кавалерийский карабин (полковник И. И. Сафонов).
В войска винтовки Бердана № 2 начали поступать с 1871 года (первоначально они заказывались в Бирмингеме по 3,2 фунта), и по мере расширения их выпуска на отечественных заводах постепенно вытесняли винтовки более старых систем. По состоянию на 1 января 1877 года на вооружении армии имелось:
- винтовок Бердана № 2 1870 года (пехотных, драгунских, казачьих и карабинов) — 253 152 на вооружении и 103 616 в запасе;
- винтовок Бердана № 1 1868 года (пехотных и драгунских) — 17 810 на вооружении и 10 104 в запасе;
- винтовок Крнка 1869 года (пехотных и драгунских) — 413 297 на вооружении и 192 866 в запасе;
- винтовок Альбини-Баранова 1869 года (пехотных) — 3691 на вооружении и 6309 в запасе;
- винтовок Карле 1867 года (пехотных) — 150 868 на вооружении и 51 096 в запасе;
- винтовок Терри-Нормана 1866 года (пехотных) — 4126 на вооружении и 7874 в запасе;

К 1877 году ею успели перевооружить гвардейский и гренадерский корпуса, а также некоторые кавалерийские полки. Но большинство частей всё ещё фактически имело старые винтовки. Командование не решилось отправить людей в поход с незнакомым им оружием, так что в боях начального периода войны русские части имели те винтовки, которые у них имелись на момент её начала и с которыми они практиковались не менее года, а именно: системы Крнка на Балканском фронте, Крнка и игольчатые Карле на Кавказском, Бердана № 1 в стрелковых частях и Бердана № 2 — в гвардии. К январю 1878 года винтовки Бердана № 2 имелись на полном вооружении 21 дивизии, из которых, впрочем, не все были отправлены в район военных действий. Впоследствии она заменила и состоявшую на вооружении русского флота винтовку Баранова. Солдаты носили все 60 патронов к винтовке в патронных сумках.
Казачьи части оставались вооружены 6-линейными винтовками даже в 1887 году.
В 1882 году Главное Артиллерийское управление поставило задачу на разработку многозарядной магазинной винтовки, которая была разработана к концу десятилетия и принята на вооружение в 1891 году. Тем не менее, «Берданка» состояла на вооружении вплоть до полного перевооружения русской армии магазинной винтовкой Мосина в начале XX века.
В 1898—1899 годах снятые с вооружения винтовки и карабины Бердана № 2 продавались в качестве охотничьего оружия по цене 18 рублей.
Винтовка Бердана широко использовалась во время русско-японской войны. В 1910 году в Главном управлении генерального штаба особая комиссия «о распределении артиллерийских запасов», обсудив вопрос об имеющихся в наличии 810 000 исправных берданок с 275 млн вполне надёжных патронов, пришла к заключению, что, если снабдить берданками предусмотренные части ополчения, в остатке будет около 400 000 берданок, которые бесполезно загромождают и без того обременённые склады. Поэтому комиссия предложила: состоявшие в излишке против норм берданки изъять из складов, использовав их обращением в охотничьи ружья, на вооружение русского населения на окраинах и русских стрелковых обществ и, наконец, обращением их в лом металла. В 1910, 1911 и 1912 годы охотникам было продано по 5 тысяч берданок в год.
К началу Первой мировой войны на 4,9 млн солдат армии в войсках и запасе насчитывалось 4 652 419 трёхлинейных винтовок и карабинов (включая запасы на пополнение потерь), а также 363 019 винтовок и карабинов Бердана. Кавалерийские карабины Бердана № 2 являлись штатным вооружением для ряда конных полков, но дефицит винтовок в ходе Первой мировой войны вынудил использовать запасы винтовок Бердана. 6 августа 1914 года Главное артиллерийское управление приказало Тульскому оружейному заводу немедленно приступить к пересмотру имеющихся винтовок Бердана и пригодные для вооружения — отправлять в войска.
Сначала «берданками» вооружали дружины государственного ополчения, затем — тыловые и резервные части, с 1915 ими начали вооружать боевые части действующей армии. В январе 1916 года их начали передавать из действующей армии в тыловые части.

## Механизм

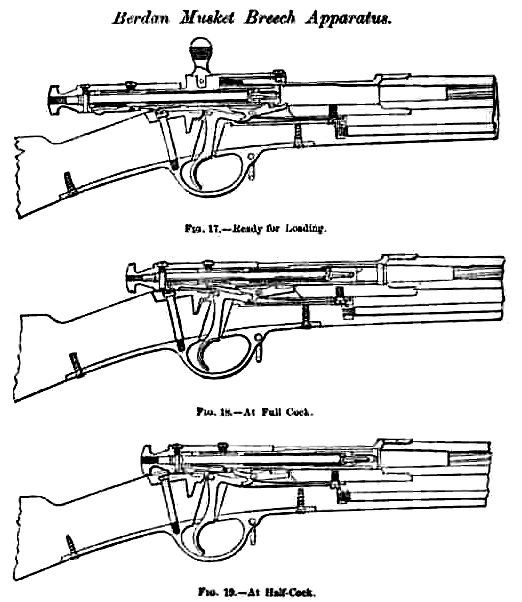

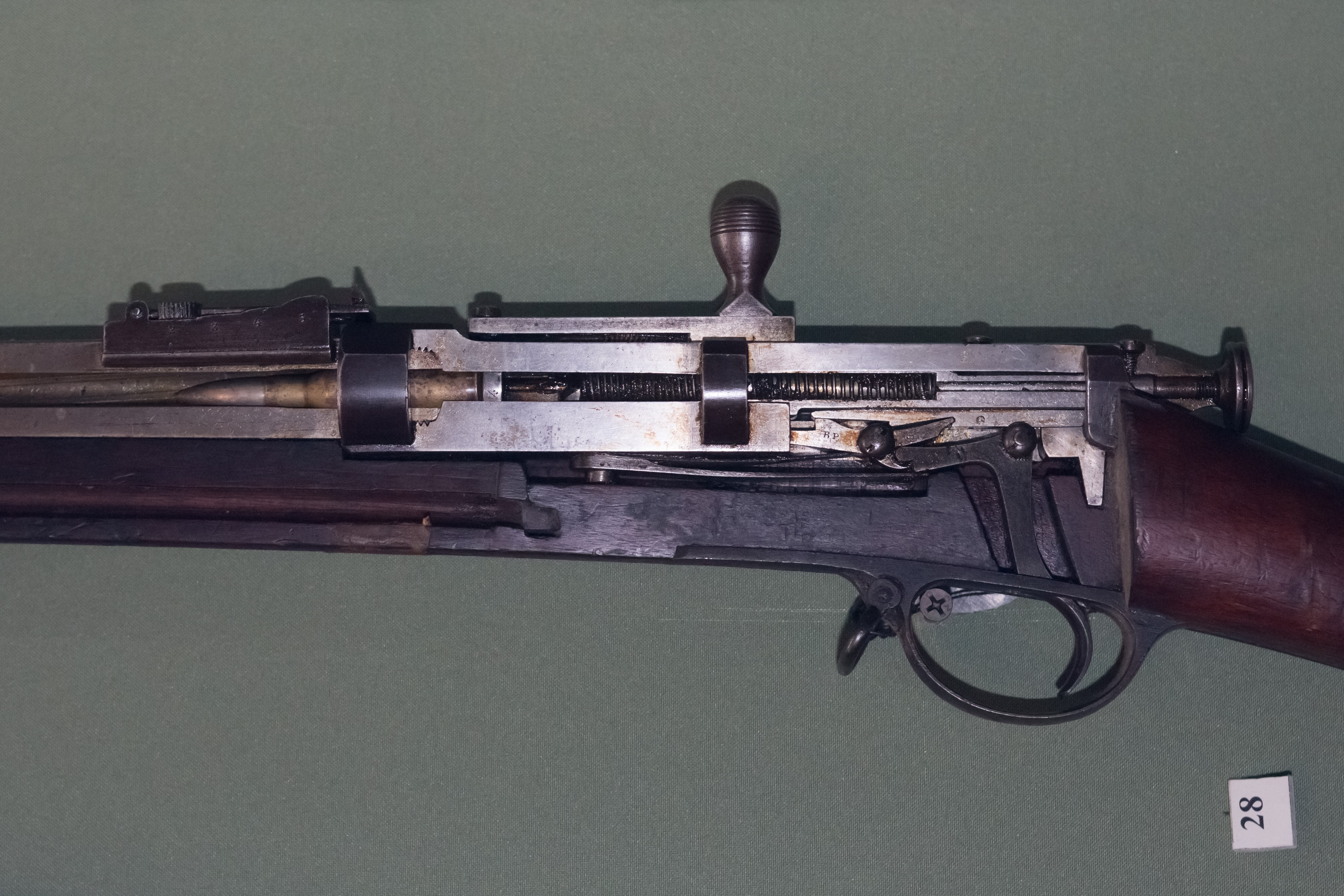
Учебная разрезная модель винтовки Бердана № 2.

4,2-линейная винтовка Бердана заряжается металлическим унитарным патроном и снабжена скользящим затвором, который для открывания и запирания ствола двигается в особой коробке по его оси; перемещение затвора производится посредством особой рукоятки, к нему прикреплённой, и для окончательного запирания канала затвор поворачивается слева направо до упора гребня затвора в правую стенку (плечо) коробки. При открывании затвора особое приспособление (экстрактор), помещённое в его гребне, извлекает из патронника стреляную гильзу; при запирании затвора он вводит в патронник патрон и в то же время взводится ударник, служащий для воспламенения капсюля патрона при выстреле. Главные конструктивные данные пехотной 4,2-линейной винтовки следующие:
Вес винтовки со штыком 11 3/8 фунта (~4,5 кг); вес четырёхгранного штыка 1 фунт (~410 грамм); штык примыкается с помощью трубки с правой стороны ствола; для последней цели у дульного среза к стволу припаян упор, называемый штыковою стойкой. Стальной ствол имеет шесть винтообразных нарезов прямоугольного сечения, идущих слева направо (если смотреть от казны к дулу), глубиною в 1 точку (0,254 мм) и делающих полный оборот на протяжении 21 дюйма (~53 см). Вес снаряжённого патрона, имеющего цельнотянутую латунную гильзу бутылочной формы, 9 зол. 20 дол. (~40 грамм); вес свинцовой пули цилиндрострельчатой формы с полушарным углублением в дне 5,7 золотн.; вес порохового заряда 1 зол. 18 дол. Начальная скорость пули около 1400 фт. в секунду, и она на расстоянии 200 шагов пробивает 8 однодюймовых сосновых досок, поставленных на 1 дм одна от другой. Пробивающая сила пули, конечно, уменьшается с увеличением расстояния; но надо заметить, что на всех дистанциях в пределах досягаемости пули она при попадании способна выводить людей из строя. С помощью прицела можно производить стрельбу на расстоянии до 2250 шагов; дальность прямого выстрела 350 шагов, то есть при прицеливании в середину роста человека на означенном расстоянии траектория пули не поднимается выше половины роста человека над линиею прицеливания. Скорость стрельбы из винтовки составляет до 15 выстрелов в минуту. На прицел нанесены деления до 1400 шагов. Для стрельбы из драгунской и казачьей винтовок употребляется тот же самый патрон, как и для пехотного ружья, но с несколько уменьшенным зарядом.
В целом, винтовка Бердана № 2 представляла собой весьма передовое по конструкции оружие на момент своего принятия на вооружение (одна из первых принятых на массовое вооружение европейской армии винтовок под металлические патроны с продольно скользящим затвором) и впоследствии достаточно неплохо выглядела на фоне иностранных систем вплоть до самого перехода на магазинные винтовки под патроны уменьшенного калибра с бездымным порохом. По сравнению с принятой в 1873 году в США винтовкой Спрингфилдского арсенала системы Аллена с откидным затвором, берданка вообще выглядела последним словом оружейной техники своего времени.
К конструктивным дефектам системы Бердана № 2 относили, в первую очередь, запирание затвора, которое осуществлялось на единственный боевой упор поворотом лишь на 45 градусов. Это, в принципе, при определённом стечении обстоятельств могло привести к самооткрыванию затвора, после чего он вылетал назад и наносил серьёзную травму стрелку. На практике, однако, это происходило только с очень изношенным оружием, обычно уже после его списания и переделки в охотничье ружьё, когда заведомо неисправное оружие недобросовестными фабрикантами продавалось охотникам и вызывало несчастные случаи. Во-вторых, достаточно серьёзным недостатком берданки было то, что курок взводился не при первоначальном повороте затвора ударом по рукояти, как в более поздних системах, а непосредственно рукой стрелка при его отведении назад и последующем движении вперёд, вследствие чего пришлось применить слабую боевую пружину и, соответственно, более чувствительные капсюли в патронах. На сильном морозе, когда смазка сгущалась, силы боевой пружины могло не хватить для разбития капсюля, если винтовка была смазана излишне обильно. В винтовках Гра и Маузера, появившихся позднее, курок взводился при повороте затвора, который при необходимости может быть осуществлён и резким ударом ребром ладони по рукояти, а боевая пружина была сделана почти вдвое мощнее, чем у берданки. Кроме того, сравнительно неудачным считался и предохранитель затвора Бердана. Впрочем, для военной винтовки с ручным перезаряжанием, ношение которой с патроном в стволе вне боевых условий является редким исключением, предохранитель вряд ли может считаться сколько-нибудь существенным механизмом: например, французские винтовки обходились и без него, причём это касается даже магазинных систем, вплоть до принятой незадолго до Второй мировой войны MAS-36. Также затвор иногда выпадал на кавалерийских карабинах от сильной тряски из-за слабости удерживающий его в ствольной коробке защёлки, зуб выбрасывателя был склонен к поломкам, а некоторые части затвора считались в своё время недостаточно технологичными в массовом производстве. Исправить эти недостатки должен был спроектированный в 1876 году модернизированный затвор, но внедрению его помешала русско-турецкая война 1877—78 годов, после которой военное ведомство сосредоточило своё внимание уже на разработке магазинной винтовки.

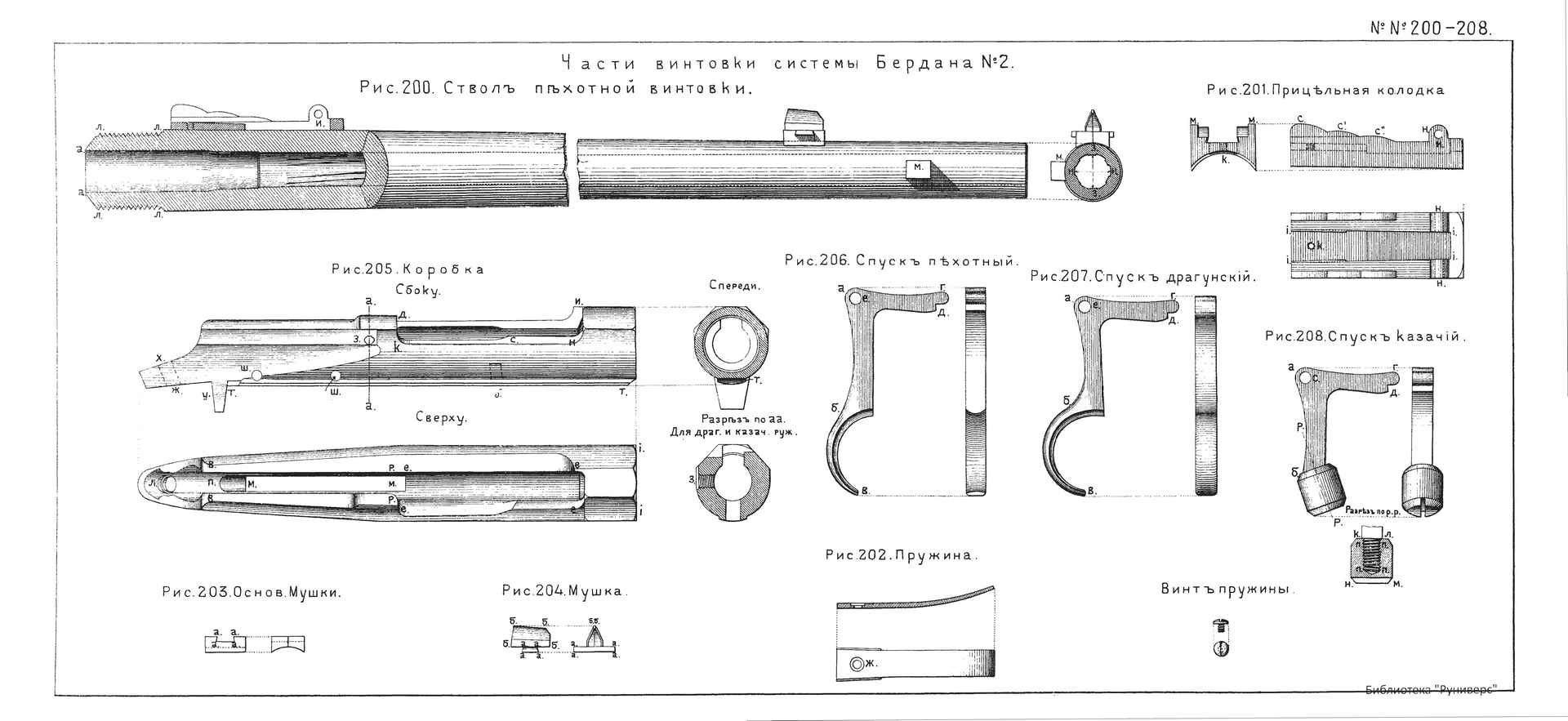
Атлас чертежей к "Вооружению русской армии за XIX столетие"
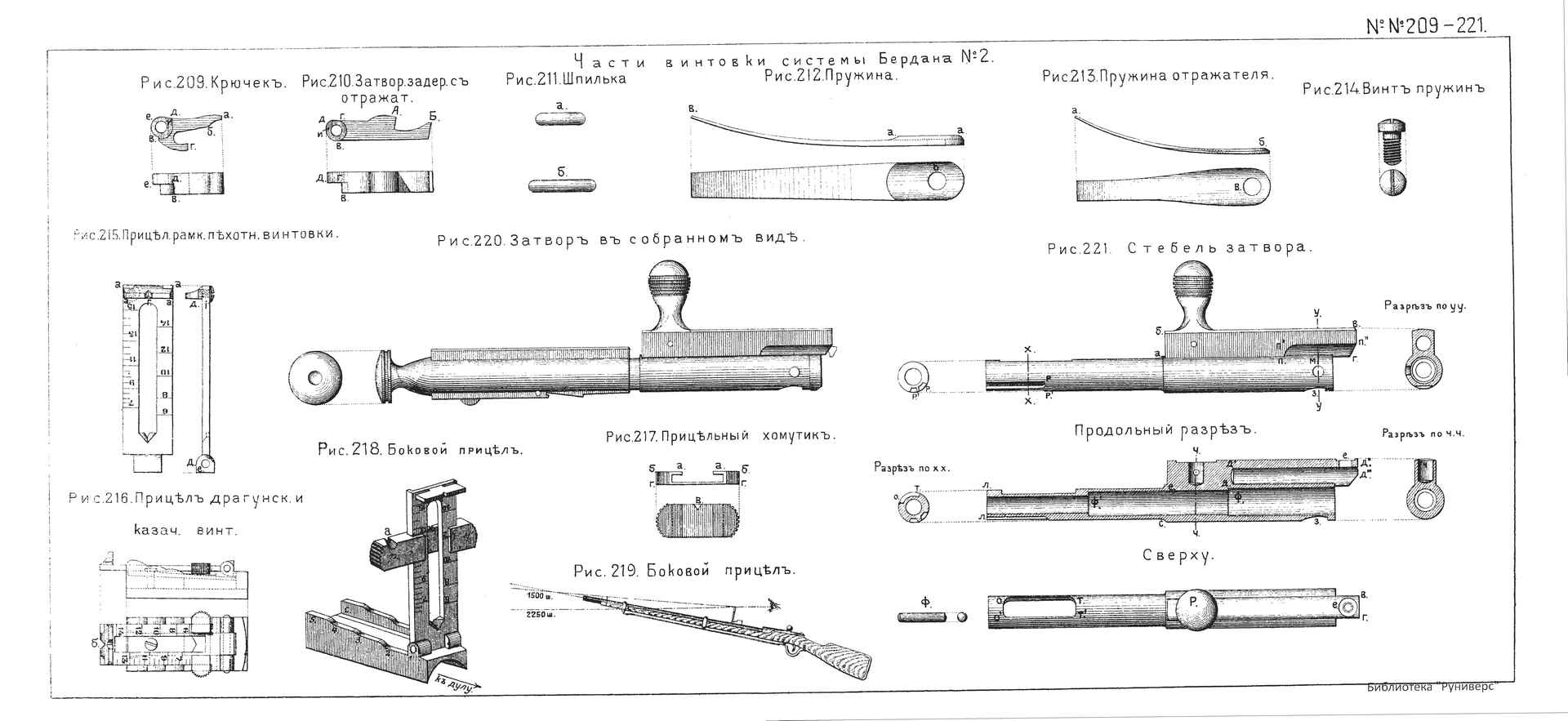
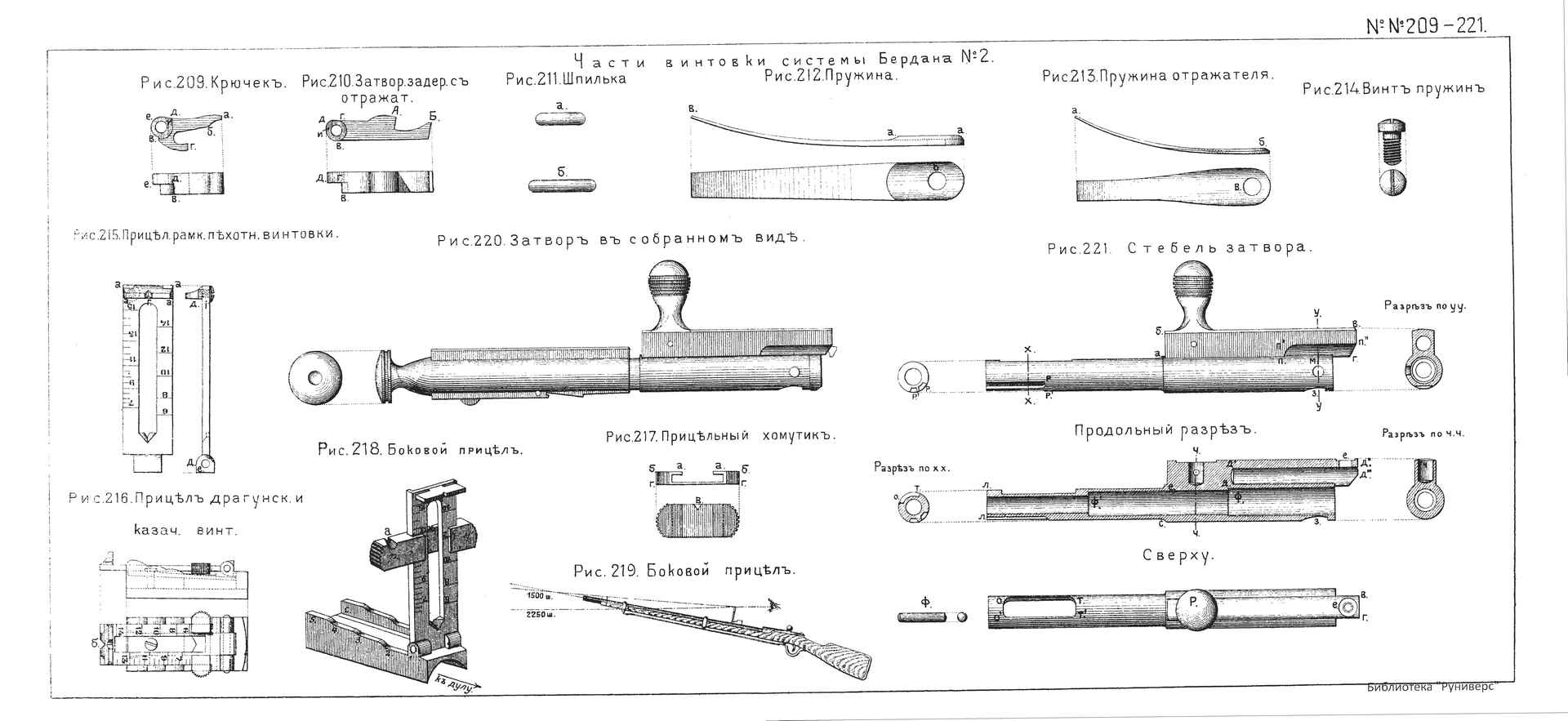
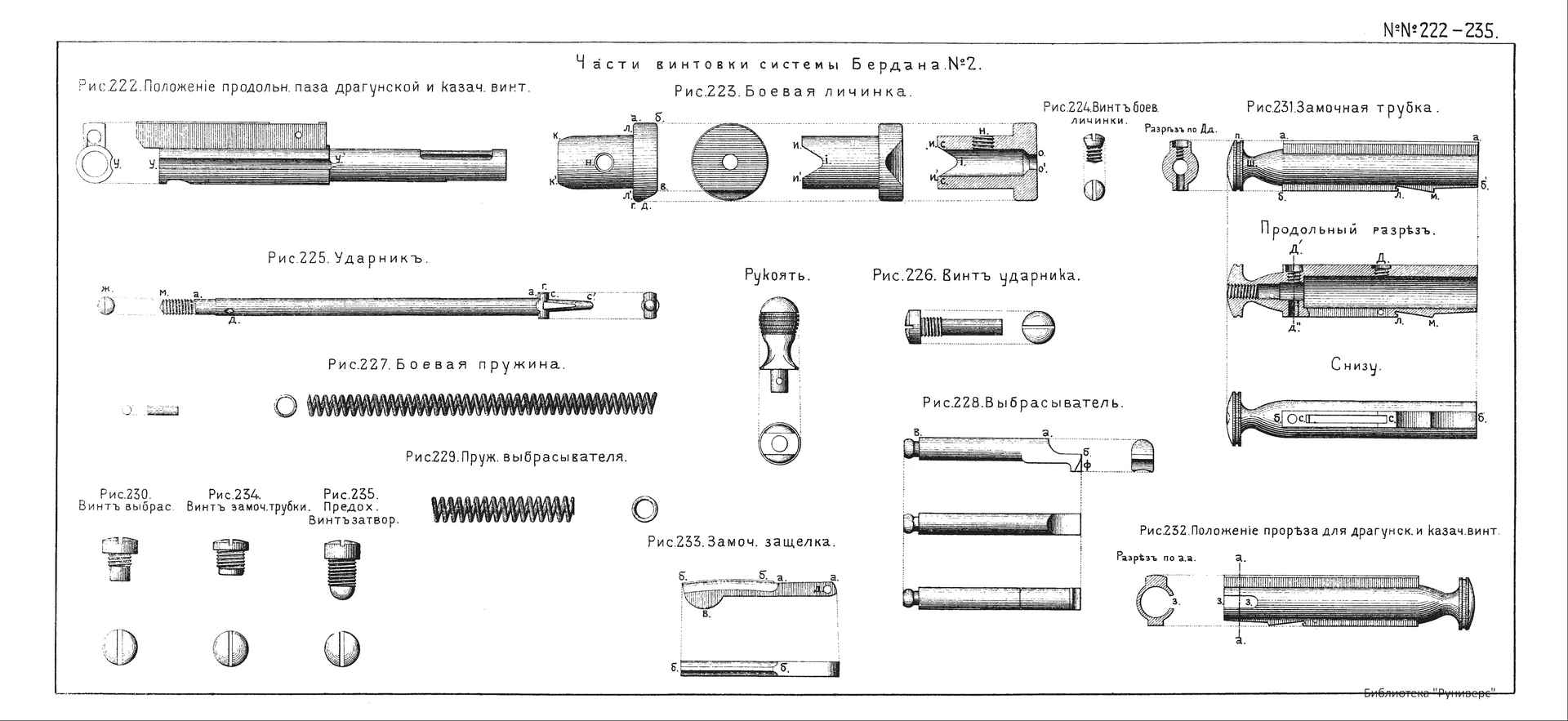
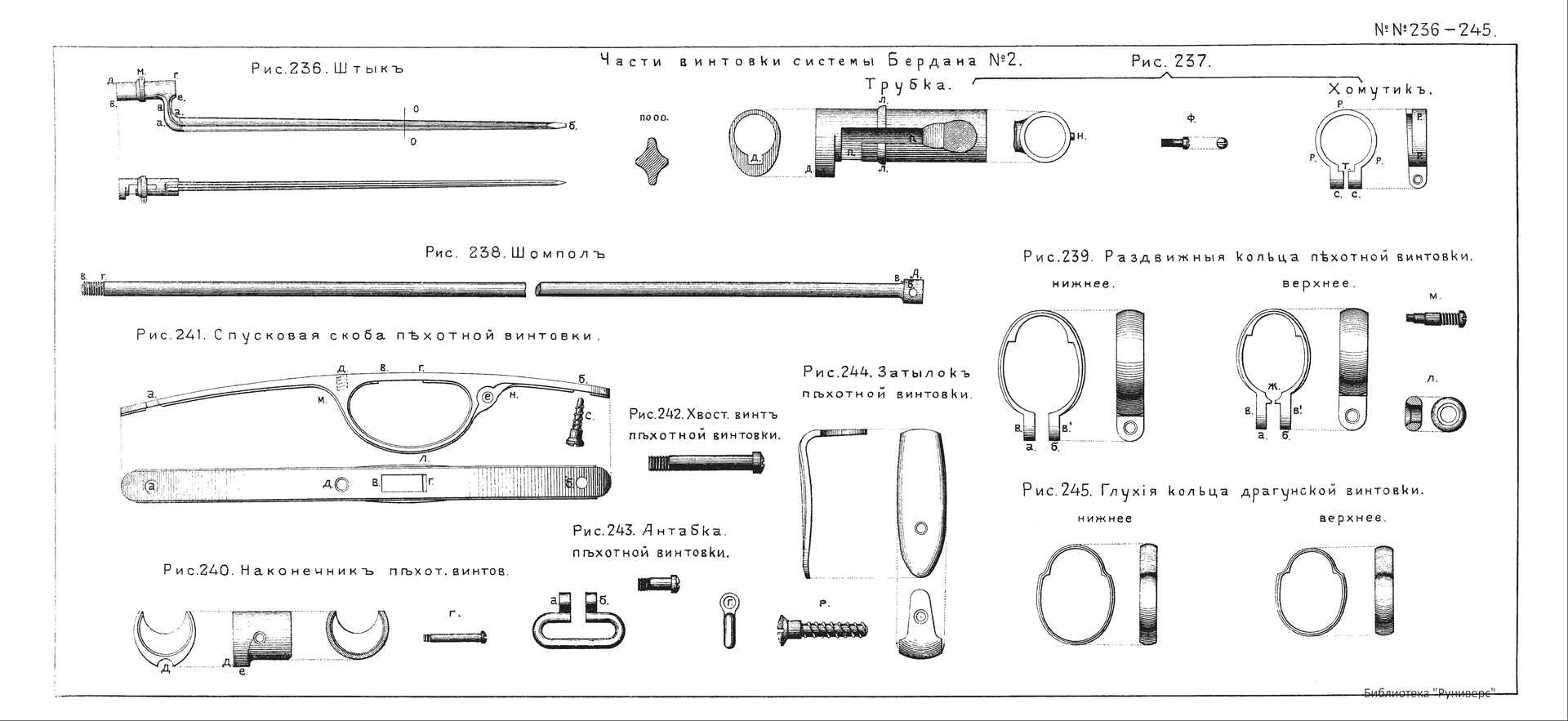
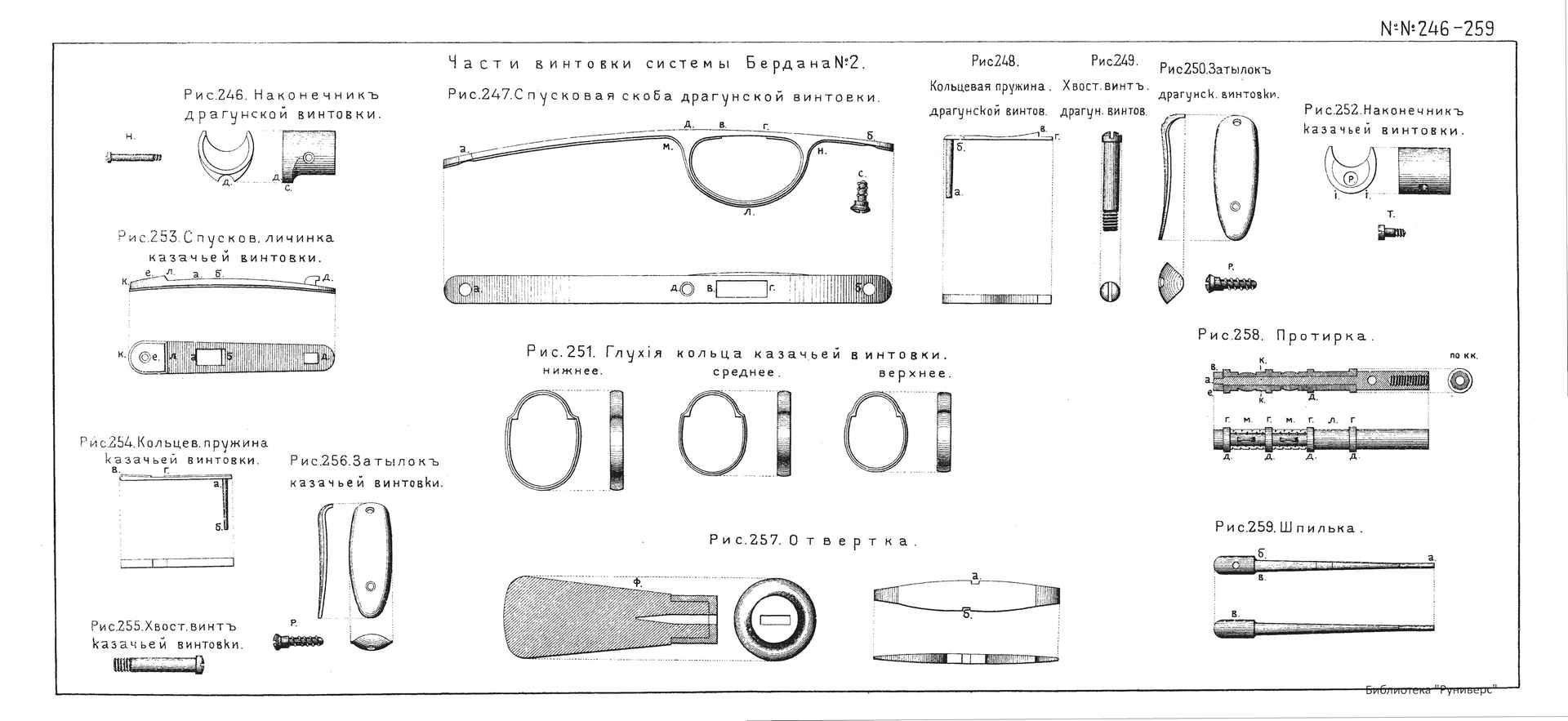
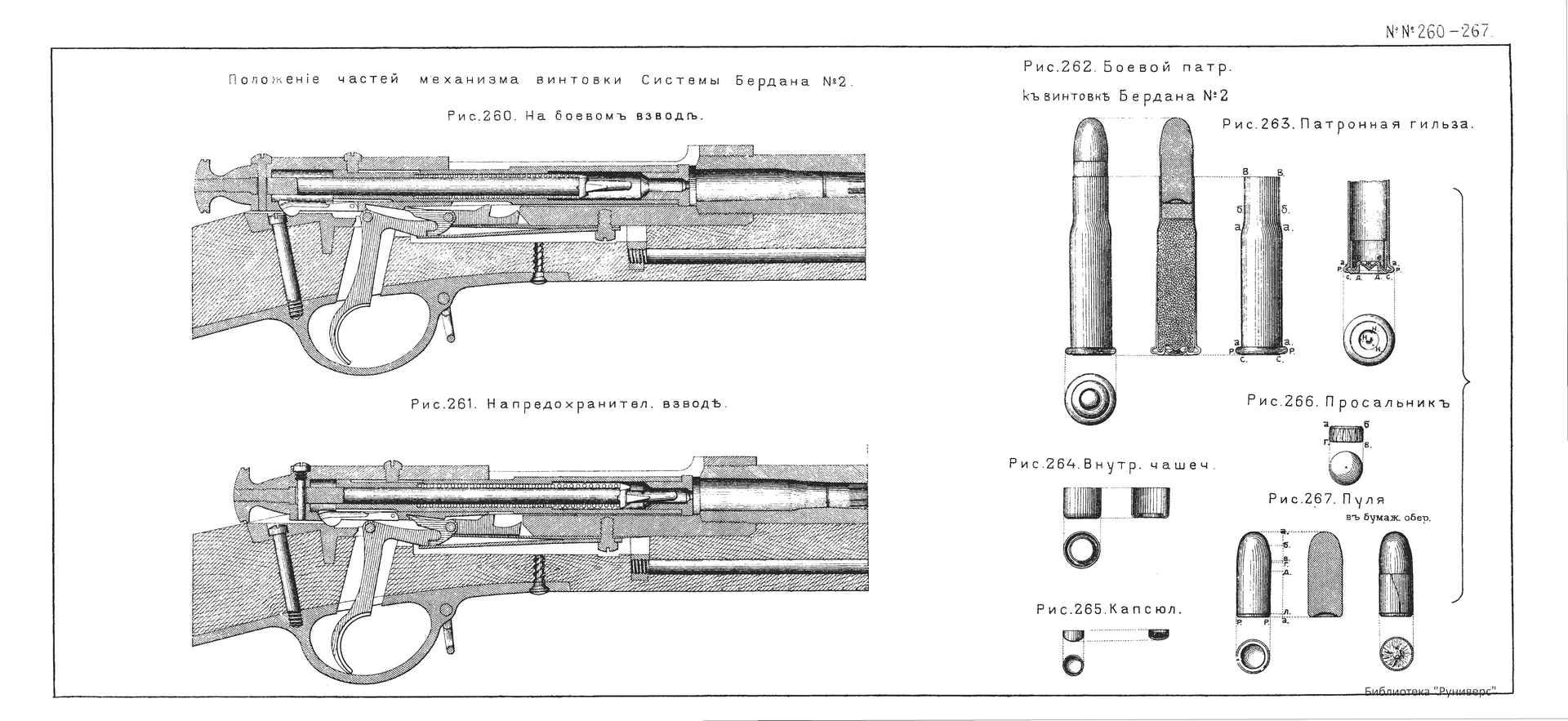

## Варианты и модификации

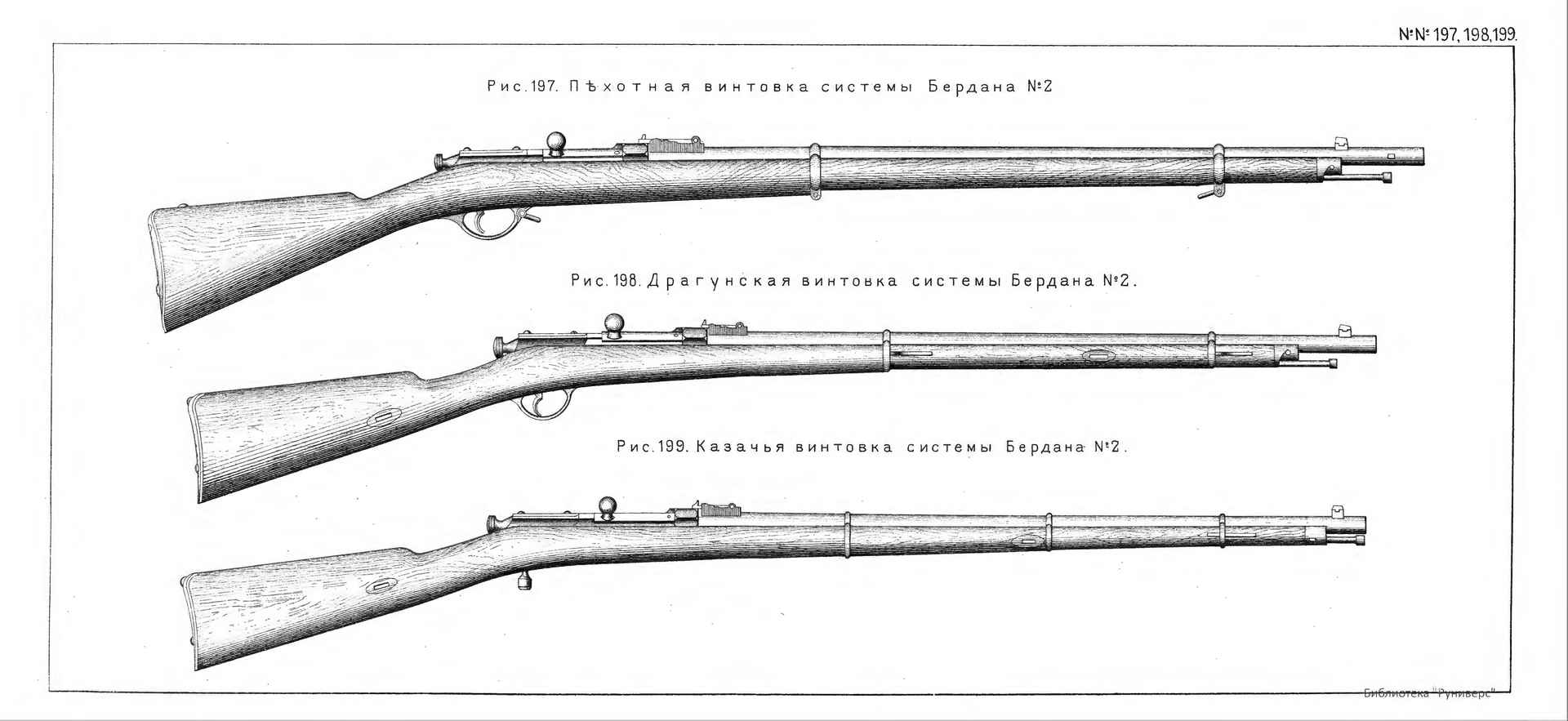
Варианты винтовки Бердана № 2: пехотная, драгунская, казачья.

- 15-мм винтовка системы Бердана (Fusil para Infantería, modelo 1859, transformado con cierre Berdan, modelo 1867) — испанская винтовка образца 1859 года, переделанная по системе Бердана в казнозарядную на арсенале в Овьедо и принятая на вооружение в Испании; имела откидной затвор, как у русского Бердана № 1, но с обычным вращающимся курком, позаимствованным у капсюльного замка.
- 15.24-мм винтовка системы Бердана образца 1866 года, имела сходство с системой Мильбанк — Амслер. Затвор состоит из двух шарнирных частей, заклинивающих одна другую при выстреле; ось вращения затвора подвижная. Система Бердана была принята в Испании для переделки заряжаемых с дула ружей в казнозарядные[18].
- 4,2-линейная стрелковая винтовка Бердана № 1 образца 1868 года
- 4,2-линейная винтовка Бердана № 2 образца 1870 года — выпускалась в нескольких вариантах

- пехотная винтовка — для вооружения пехоты; длина винтовки около 53 дюймов (1346 мм), со штыком 73 дюйма (1854 мм).
- драгунская винтовка — для вооружения регулярной кавалерии; отличается от пехотной главным образом длиною и весом: длина её около 48½ дюйма (1232 мм), со штыком 68¼ дюйма (1733 мм), вес 8¾ фунта без штыка (3,9 кг) и 9 5/8 фунта (4,33 кг) со штыком.
- казачья винтовка — для вооружения казачьих войск; штыка не имеет, длина её 48 дюймов (1219 мм), а вес 8¼ фунта (3,71 кг); уменьшение веса достигнуто укорачиванием ствола драгунской винтовки на ½ дюйма (12,5 мм) и отсутствием некоторых металлических частей (нет спусковой скобы), а также заменою некоторых таких частей роговыми.
- карабин — для вооружения артиллеристов.

- Различные российские «переделочные» винтовки на базе Бердан-2. Наиболее известны следующие модели:

- магазинная винтовка В. М. Квашневского образца 1883 года — винтовка Бердан-2 с подствольным магазином, вмещавшим 9 патронов (в пехотном варианте) либо 7 патронов (в драгунском варианте). Войсковые испытания модель не прошла — при выстреле винтовки под действием отдачи патрон, лежащий на лотке подающего рычага, мог ударить капсюль патрона, находящегося на очереди в магазине, из-за чего взрывом разрывало магазинную трубку и вырывало крышку магазинного окна.
- автоматическая винтовка Рудницкого образца 1886 года — автоматический магазинный вариант, «работающий за счёт отдачи» (доподлинно неизвестно, была ли это система с ходом ствола, затвора или всей винтовки). Размер магазина и скорострельность неизвестны. Проект одобрен не был, так как посчитали, что такая система будет потреблять слишком много патронов (лишь во время Первой Мировой войны такая точка зрения окончательно доказала свою несостоятельность).
- самозарядная винтовка Двоеглазова образца 1887 года — модель винтовки, имевшей «приличный вес» и магазин на 20 патронов. Тип автоматики неизвестен. По какой причине проект отклонили — точно неизвестно, скорее всего, по той же, что и у Рудницкого.
- 3-линейная винтовка маркиза Фалетана — в 1892 году 3004 берданки были переделаны в Бельгии (FN Herstal) под трёхлинейный патрон, но забракованы Военным ведомством и проданы частным лицам.

- 70-мм гранатомёт — устройство для отстрела ручных гранат из винтовки Бердана с укороченным стволом, на который крепилась цилиндрическая насадка. Разработан в 1908—1913 годы в Болгарии и в 1913 году в небольшом количестве поступил на вооружение болгарской армии. Отстрел гранаты производился холостым патроном[19].

## Эксплуатация и боевое применение

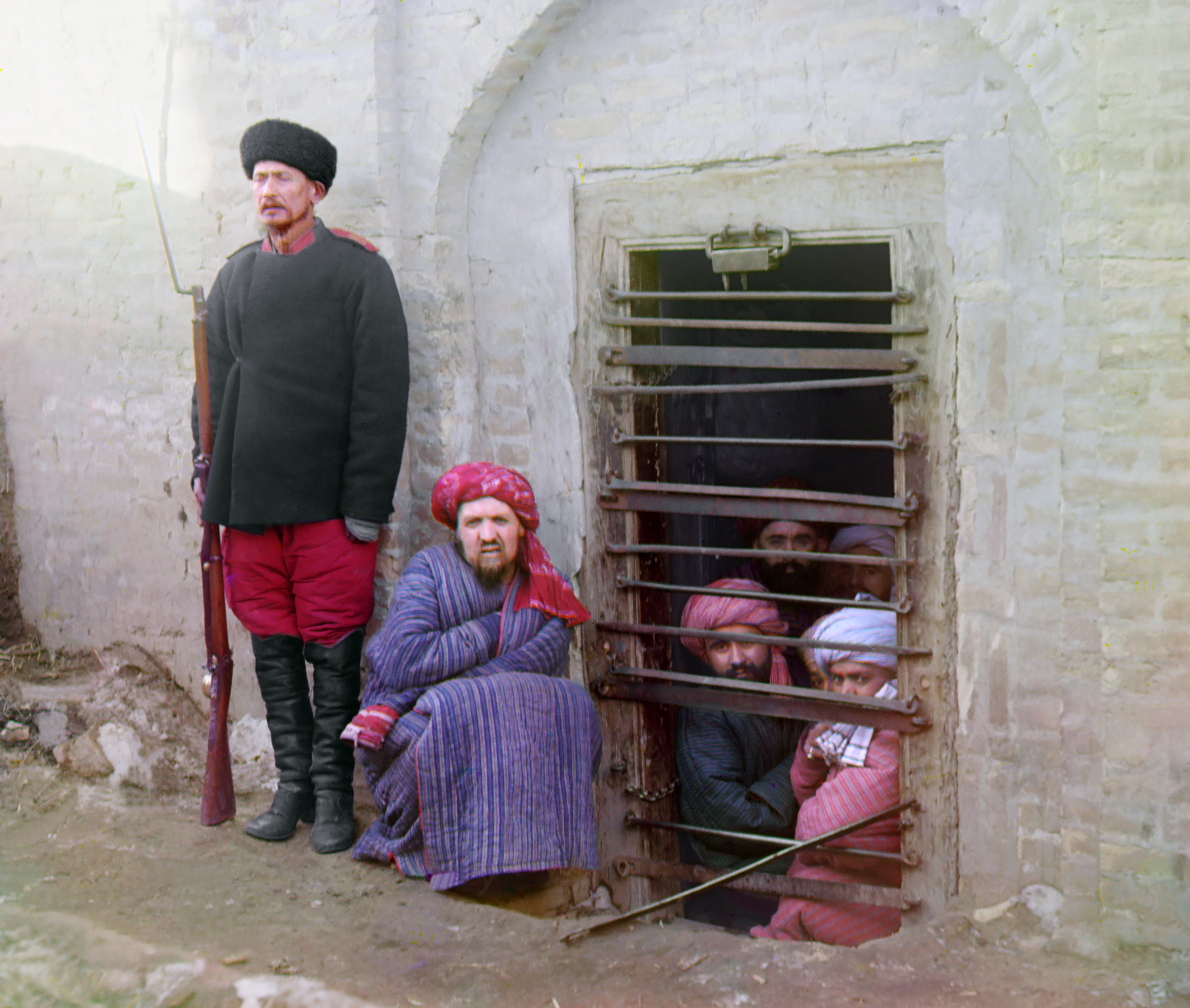
Зиндан, рядом со входом часовой одетый в форму линейного батальона. Фото С. М. Прокудина-Горского, 1915 год

- Российская империя — собственное производство берданок образца 1870 года было организовано в 1879 году на Тульском оружейном заводе,[20] 4,2-линейные патроны изготавливал Петербургский казённый патронный завод[21]. После перевооружения армии на винтовку обр. 1891 г. оставалась на вооружении дружин государственного ополчения[22] и на складах мобилизационного резерва, использовалась в ходе Первой мировой войны[23]. Кроме того, после снятия с вооружения винтовка использовалась как охотничье оружие, часто — в переделанном в гладкоствольный вариант виде.
- Болгария — с момента формирования первых частей регулярной болгарской армии летом 1878 года начали поступать на вооружение болгарской армии (вместе с другим вооружением)[24], по двум заказам в 1881 и 1889 гг. было закуплено в общей сложности 105 тыс. пехотных и 3 тыс. драгунских винтовок.[5] В 1910 году болгарскому царю были подарены ещё 10-13 тысяч берданок.[5] В 1912 году Россия поставила болгарской армии ещё 25 000 винтовок Бердана № 2[11], тогда они находились на вооружении батальонов ополчения[25][26]. По состоянию на 14 октября 1915 года, к моменту вступления Болгарии в первую мировую войну, на вооружении имелось 54 912 шт. винтовок системы Бердана № 2 обр. 1870 г.[27]
- Королевство Сербия — в 1890 году Сербия получила от Российской империи 76 тыс. винтовок Бердана № 2 и партию патронов к ним, по состоянию на начало Первой мировой войны в августе 1914 года на вооружении армии по-прежнему находилось 76 тыс. винтовок Бердана[28]
- Королевство Черногория — в 1895 году Черногория получила от Российской империи 30 тыс. винтовок Бердана № 2 и 30 млн патронов к ним[28]
- Эфиопская империя — перед началом итало-эфиопской войны 1895—1896 гг. эфиопская армия получила 30 тысяч винтовок Бердана и 5 миллионов патронов[29], ещё одна небольшая партия «берданок» (трофеев русско-японской войны 1904—1905 гг.) была позднее закуплена в Японии. Винтовки оставались на вооружении перед началом итальянского вторжения в Эфиопию в октябре 1935 года[30].
- Австро-Венгрия — в ходе Первой мировой войны (в основном, в течение 1915 года) некоторое количество винтовок было захвачено австро-венгерскими войсками. Трофейные винтовки после проверки и ремонта получили клейма «AZF» (K. und k. Artilleriezeugsfabrik — государственный завод в Венском арсенале) или «OEWG» (Österreichische Waffenfabriksgesellschaft) и использовались вместе с трофейными патронами[31][32]
- РСФСР и  СССР — во время Октябрьской революции, гражданской войны некоторое количество винтовок использовалось в отдельных подразделениях РККА и отрядах Красной гвардии (более 1 тысячи единиц)[33][34]; в связи с нехваткой трёхлинейных винтовок, некоторое количество винтовок Бердана оставалось на вооружении отдельных подразделений милиции в сельской местности по меньшей мере до начала 1920 года[35]. До декабря 1925 года винтовками Бердана (42 единицы) были вооружены подразделения Охраны Путей Сообщения НКПС СССР[36]. В 1930-е годы «берданки» оставались на вооружении лесников[37]. Берданки были на вооружении отдельных частей дивизий народного ополчения осенью-зимой 1941 года в период битвы за Москву[38]
- Финляндия — после провозглашения независимости Финляндии в стране осталось свыше 200 тысяч пехотных и драгунских винтовок Бердана № 2, которые оставались на вооружении тыловых частей финской армии до середины 1920-х годов, а затем были переданы на складское хранение. В 1945 году началась их утилизация, а в 1955 году последние 1029 штук были проданы в США[39]

## Сравнительная характеристика
|              |               |                           | Комитетом вооружения Армии США     | Комитетом вооружения Армии США     | Комитетом вооружения Армии США     | Комитетом вооружения Британской Армии | Комитетом вооружения Британской Армии | Комитетом вооружения Британской Армии | Комитетом вооружения Британской Армии | Комитетом вооружения Британской Армии | Комитетом вооружения Британской Армии | Комитетом вооружения Британской Армии | Комитетом вооружения Британской Армии | Комитетом вооружения Британской Армии | Комитетом вооружения Британской Армии | Комитетом вооружения Британской Армии |
| ------------ | ------------- | ------------------------- | ---------------------------------- | ---------------------------------- | ---------------------------------- | ------------------------------------- | ------------------------------------- | ------------------------------------- | ------------------------------------- | ------------------------------------- | ------------------------------------- | ------------------------------------- | ------------------------------------- | ------------------------------------- | ------------------------------------- | ------------------------------------- |
| Винтовка     | Винтовка      | Винтовка                  | Среднее абсолютное отклонение (мм) | Среднее абсолютное отклонение (мм) | Среднее абсолютное отклонение (мм) | Скорость пули (м/сек)                 | Скорость пули (м/сек)                 | Скорость пули (м/сек)                 | Скорость пули (м/сек)                 | Скорость пули (м/сек)                 | Высота траектории (м)                 | Высота траектории (м)                 | Высота траектории (м)                 | Высота траектории (м)                 | Масса (г)                             | Масса (г)                             |
| Винтовка     | Винтовка      | Винтовка                  | 457 м                              | 731,5 м                            | 960 м                              | 0                                     | 460                                   | 910                                   | 1400                                  | 1800                                  | 460                                   | 910                                   | 1400                                  | 1800                                  | пороха                                | пули                                  |
| однозарядная | Пибоди        | США                       | 424                                | выбыли из испытаний                | выбыли из испытаний                | нет данных                            | нет данных                            | нет данных                            | нет данных                            | нет данных                            | нет данных                            | нет данных                            | нет данных                            | нет данных                            | нет данных                            | нет данных                            |
| однозарядная | Грина         | США                       | 503                                | выбыли из испытаний                | выбыли из испытаний                | нет данных                            | нет данных                            | нет данных                            | нет данных                            | нет данных                            | нет данных                            | нет данных                            | нет данных                            | нет данных                            | нет данных                            | нет данных                            |
| однозарядная | Мартини-Генри |                           | 261                                | 510                                | 856                                | 401                                   | 265                                   | 202                                   | 155                                   | 119                                   | 2,9                                   | 14,6                                  | 44,8                                  | 109                                   | 5,5                                   | 31                                    |
| однозарядная | Бердана       | Российская империя        | 325                                | 678                                | 1859                               | 440                                   | 266                                   | 197                                   | 145                                   | 108                                   | 2,4                                   | 14,3                                  | 46,2                                  | 118,5                                 | 5                                     | 24                                    |
| однозарядная | Бомона        | Голландская империя       | 416                                | выбыли из испытаний                | выбыли из испытаний                | нет данных                            | нет данных                            | нет данных                            | нет данных                            | нет данных                            | нет данных                            | нет данных                            | нет данных                            | нет данных                            | 4,5                                   | 22                                    |
| магазинная   | Веттерли      | Швейцария                 | 574                                | выбыли из испытаний                | выбыли из испытаний                | 440                                   | 255                                   | 181                                   | 129                                   | 93                                    | 2,6                                   | 15,9                                  | 53,7                                  | 143,2                                 | 4                                     | 20                                    |
| однозарядная | Верндля       | Австро-Венгерская империя | «дикое»                            | выбыли из испытаний                | выбыли из испытаний                | 439                                   | 260                                   | 190                                   | 137                                   | 100                                   | 2,5                                   | 15                                    | 49,6                                  | 129,8                                 | 5                                     | 24                                    |